# Fiskeviks IF
Fiskeviks IF är en idrottsförening från Ottebol men längs Nysockensjöns östra strand i Arvika kommun i Värmland, bildad den 11 juni 1929. Föreningen har tidigare haft en boxningssektion samt ett damlag i bordtennisallsvenskan men är numera en renodlad fotbollsförening med verksamhet för herrseniorer samt pojkar och flickor. Fiskeviks herrlag spelade i gamla division (sedan 2006 motsvarande division I) 1961-1964 men har i övrigt i huvudsak blidkat sin tid i lägre serier sedan debutsäsongen 1930/1931.